# Сангье Ньенпа
Сангье Ньенпа Ринпоче — высокий лама в иерархии линии Карма Кагью тибетского буддизма.

## Предыдущие воплощения
Считается, что Сангье Ньенпа Ринпоче, являющийся эманацией Будды Майтреи, принимал много рождений в качестве различных махасиддх Индии, таких как Джнянагарбха, Пандита Смритиджнянакирти и т. д., работая на благо Дхармы Будды и живых существ.
1-й Сангье Ньенпа Ринпоче, Таши Палджор, родился в Ньен Пходранг в Тхадул Гьи Цуглаг Кхан в Ден Лхакханг Дрёлма, в восточной части Тибета. В 7 лет он встретился с 7-м Кармапой Чёдрак Гьямцо, к которому почувствовал чрезвычайно сильную преданность. Кармапа и дал ему имя Таши Палджор. В 8 лет он получил начальные монашеские обеты, (а в дальнейшем и полное посвящение), а также посвящения и детальные наставления по медитации, и изучал все внешние и внутренние науки с большим усердием. Он практиковал 3 мудрости — слушания, размышления и медитации — до 23 лет под руководством Бенкар Джамрхал Сангпо и Геше Палджор Дёндруб. Особенно он был предан 7-му Кармапе Чёдрак Гьямцо и не разлучался с ним в течение 7 лет. В это время он получил детальные наставления по практике линии Карма Камцанг и Гьялванг Кармапа сказал ему практиковать Кхампо Ненанг три года в Цурпу, два года в Пхалпунг и в течение года в Тхангла. Кроме того, он практиковал в течение 5 лет в Чан Намцхо. Таким образом, с 23 до 43 лет он был полностью посвящён медитации.
У 8-го Кармапы Микье Дордже было видение Махакалы, который сообщил ему, что Сангье Ньенпа должен стать его коренным гуру. С тех пор Ньенпа Ринпоче давал Его Святейшеству Кармапе многие посвящения и глубокие наставления. Сделав много для процветания Дхармы на благо всех живых существ, Ньенгпа Ринпоче отошёл в нирвану в возрасте 65 лет.
Следующие Ньенпа Ринпоче:
1. Лхунгпо Рабтен
2. 3-й Гелег Ньинпо
3. 4-й Гелег Гьямцо, создал Бенчен монастырь
4. 5-й Делег Ньинпо
5. 6-й Друбгйу Тендар
6. 7-й Шераб Ньинпо
7. 8-й Таши Друбчок который, определил Тензин Чогьяла реинкарнацией ламы Самтена, 1-го Тэнги Ринпоче. Это установило особую связь между перерождениями Ньенпы Ринпоче и Тэнги Ринпоче, которая действует до сих пор.
8. 9-й Тенпа Ньима. Скончался в возрасте 66 лет в монастыре Румтек (Сикким), главной резиденции Его Святейшества 16-го Кармапы после побега из Тибета.

## Теперешнее перерождение
10-й Сангье Ньенпа Ринпоче был узнан 16-м Гьялванг Кармапой, который предсказал год рождения, имена родителей, а также знаки, сопровождающие рождение и, таким образом, дал четкие инструкции по поиску перерождения. Ньенгпа Ринпоче родился в семье буддийских практиков. Его отец Сангье Лекпа и мать Карма Цхеванг жили в храме Такцанг-лакханг в Бутане. После распознания 10-й Ньенгпа Ринпоче был доставлен в Румтек, где он был возведен на трон Его Святейшеством 16-м Кармапой, который дал ему имя Карма Палден Рангджунг Тхринлей Кункьяб Тенпе Гьялцен Пал Сангпо. В возрасте до 5 лет он начал своё обучение, изучая письмо, чтение, а также внешние и внутренние науки. Его учителями были 16-й Кармапа, Дилго Кхьенце Ринпоче и другие великие мастера. Он завершил 10-летний курс обучения в институте Наланда в Румтеке и получил титул Ачарья. Затем он преподавал в институте в течение 3 лет. Ньенпа Ринпоче является одним из наиболее авторитетных Ринпоче как в области философии, так и тантрических ритуалах. После смерти Его Святейшества 16-го Кармапы стал титуловаться Его Святейшество 10-й Сангье Ньенпа Ринпоче. В настоящее время он живёт в своем монастыре Бенчен Пунцок в Катманду (Непал), обучая монахов и других своих последователей. Остальную часть времени он проводит в ритритах.